# 座光寺公明
座光寺 公明（ざこうじ ひろあき、1958年1月20日 - 1987年1月29日）は、日本の作曲家、ピアニスト。

## 略歴
東京生まれ、4歳より20歳まで北海道旭川市で育つ。ピアノを4歳から習い始める。小学校の学芸会では、ピアノ演奏や合唱の指揮をしていた。その頃見たテレビ番組『レナード・バーンスタインの世界』に感動し、心の中で指揮者に成ろうと思い始める。北海道旭川東高等学校1年生の春、指揮の勉強をする為に旭川から札幌まで通い、木村雅信に作曲を習い始める。そのうち作曲という創作の魅力に取り付かれて、作曲家に成ろうと決心する。
日本大学芸術学部音楽学科（作曲コース）卒業。同研究所修了。作曲を貴島清彦、小倉朗、ピアノを松谷翠、星野すみれに師事。日本大学鶴ヶ丘高等学校の講師を務めながら、20代前半より作曲家、ピアニストとして活発な活動を始め、1982年東京・新和楽コンソートを結成。『日本の作曲家 I ・松村禎三』、『日本の作曲家 II ・小倉朗』、『日本の作曲家 III ・間宮芳生』、『20世紀の音楽 I・II・III・IV』、『座光寺公明作品展 I・II・III』等を催す。
1984年に渡欧し、バーゼルで八村義夫の『ピアノの為のインプロヴィゼーション』などを含めた日本の現代作品を演奏。自作『無伴奏チェロのための変奏曲』（Op.16）を発表。1985年5月、ISCMバーゼル支部の招待で再び渡欧し、演奏会に参加。『ピアノ曲・I』（Op.28）を初演。1986年5月には再びスイスに渡り、アーレスハイムで演奏会に参加。『ピアノ曲・III』（Op.36）を初演。その後スペイン、デンマーク現代音楽祭を訪れ、音楽雑誌「音楽芸術」1986年9月号に記事を執筆。デンマークからノルウェーに渡り、ベルゲンでエドヴァルド・グリーグの家を見学。 同年6月、第2回世界仏教音楽祭に『CONTINUUM』（OP.18）が入選、初演される。同年8月8日『2台のピアノの夕べ』で、同窓の小林隆一と共に自作『Morphology』（Op.38）を始め、吉松隆の『ランダムバード変奏曲』、高橋悠治の『オフェーリアの歌』、小倉朗の『舞踏組曲』などを演奏する。同年8月、ラジオ・スペイン（マドリード）で『コンポジション・II「瞑」』（Op.11）、『コンポジション・III「気」』　（Op.13）が放送される。そしてその活躍が注目され出した矢先の翌年、1987年1月29日に急性心不全で夭逝した。結婚してからわずか10カ月後のことであった。
座光寺はわずか29年と9日の余りにも短い生涯で、40近い作品を残した多作家であった。彼の作品（楽譜）はすべて日本近代音楽館に保管されている。
調性的な語法の復興にも熱心であったが、ギター・ソロのための『モノ・モルフォロジー・II』（Op.27）（日本作曲家協議会・出版番号：JFC-8706）では比較的無調的なパッセージの手探りから強い緊張力を生み出そうとしている。
1992年4月23日、26日、30日、5月3日に催されたスペイン、バルセロナのTeatre Lliureでのコンサート“ORIENT - OCCIDENT”で、武満徹、尹伊桑の作品と共に『室内チェロ協奏曲』（Op.29-a）が演奏された。
2006年2月25日、「日本の作曲・21世紀へのあゆみ」シリーズ第3期（1976年 - 2000年）II、「第34回 室内楽の諸相III」で、『フルートとピアノの為のモノディア』（Op.31）が演奏された。
2008年1月、作品番号の付いていない10代の時に書かれた習作、Scherzo,Andante 1, Adagioなどがスペインの作曲家Llibert López Pascualによって録音され、15歳の時に書かれた作品　Scherzo（1973年）は2月にイタリア（フェルモ）でラジオ放送された。
夫人は現在ロンドンに居を構えており、公式サイトを運営している（外部リンク参照）。

## 人物
気候の厳しい北海道で育った為、我慢強い粘りの有る性格。スポーツ万能。中でもスキーは全日本スキー連盟1級から更に準指導員の資格を取得し、大学2年生の時より6年間、日本大学芸術学部体育科スキー教室と、美ヶ原スキー教室のスキーインストラクターを勤める。性格は一人の人間の中に相反する2つの性格が共存。タフで骨太であると同時に、非常に繊細な感受性を持つ。内向的であると同時に外向的。多くの作品にも反映されているように『死』というテーマや仏教に興味を持ち、非常に沈思的、瞑想的である一方、明るく冗談好きで、余興『花火』という踊りを披露しては人を爆笑させていた。海外に発表の場を求めインターナショナルであると同時に、雅楽を学び、『古事記』、『日本書紀』を愛読するナショナリスト。音楽的に非常に早熟で20代で40代や50代の作曲家と対等に話をする一方、子供のように純粋、至純だった。好きな色は黒。好きな食べ物は蕎麦。好きな町は鎌倉。師匠の小倉朗と鎌倉山蕎麦どころ『らい亭』をよく訪れていた。無類の読書家。好きな作家は芥川龍之介。オペラ『蜘蛛の糸』を構想中に亡くなった。非常に几帳面で、残された作品は死がいつ訪れてもいいように、実に整然と整理されていた。

## 主要作品

### 管弦楽曲
- 弦楽のための小交響曲（9人の弦楽器奏者のための音楽） Op.3（1979年）（ヴィヴァルデイ作品コンクール佳作）
- オーケストラのための「変換」 Op.7（1980年）
- オーケストラのための「メタ・ポリフォニー」 Op.10（1981年）
- オーケストラのための「縛られた時」 Op.32（1986年、未完成）
- Time-Space Continuum Op.18（Orch）（1982年）（1986年、第2回世界仏教音楽コンクール入選）

### 協奏曲
- ピアノ協奏曲 Op.21（1983年）
- 室内チェロ協奏曲（管楽オーケストラ版） Op.29-a（1985年）
- 室内チェロ協奏曲（二管編成オーケストラ版） Op.29-b（1985年、未完成）

### 室内楽曲
- フルートとピアノのためのソナタ Op.2（1979年、未完成）
- 「天宇受女（アメノウズメ）」（ソプラノ、ピアノ、打楽器3、7管楽器） Op.4（1980年）
- 室内交響曲 Op.5（1980年）
- コンポジション・I「沈黙の中より」 Op.8（フルート、ヴァイオリン、ピアノ）（1981年）
- 弦楽四重奏曲 Op.9（1981年、後に破棄、スコア及びパート譜あり）
- 弦楽四重奏曲 Op.12-a（1981年）
- 弦楽四重奏のための前奏曲とフーガ Op.12-b（1981年）
- コンポジション・III「気」（尺八・箏） Op.13（1981年）
- 2台のマリンバのための「時の中の時」 Op.17（1982年）
- 弦楽合奏のための前奏曲 - 亡き人のために - Op.20（1982年）
- ピアノ三重奏曲「トライヘデゥルム」 Op.23（ヴァイオリン、チェロ、ピアノ）（1983年）
- 五重奏曲 Op.24（フルート、クラリネット、ヴァイオリン、チェロ、ピアノ）（1983年）
- コンポジション・V「異質同像」 Op.26（フルート、ハープ）（1983年）
- Monodia Op.31（フルート、ピアノ）（1985年）
- 組曲 - 古楽器のための - Op.34（1986年）
- コンポジション・VI（尺八・箏・ピアノ） Op.37（1986年）
- Morphology - 2台のピアノのための - Op.38（1986年）

### 独奏曲
- コンポジション・II「瞑」 Op.11（尺八版／フルート版）（1981年）
- コンポジション・IV「神聖な舞」 Op.14（打楽器独奏）（1982年）
- 無伴奏チェロのための変奏曲 Op.16（1982年）
- Mono-morphology I「巫呪」 Op.22（フルート・ソロ）（1983年）
- Mono-morphology II Op.27（ギター・ソロ）（1983年）
- ピアノ曲・I Op.28（1984年）
- ピアノ曲・II Op.30（1985年）
- 「綾」- 独奏箏のための - Op.35（1986年）
- Mono-morphology III Op.33（オーボエ・ソロ）（1986年、いくつかの版がある）
- ピアノ曲・III Op.36（1986年）

### 独唱曲
- 中原中也の詩による三つの歌曲 Op.1（ソプラノ、ピアノ）（1978年、未完成?）
- 「死と微笑」（詩：大岡信） Op.6（バリトン、ピアノ）（1980年）
- 軽太子の唱える二つの歌 Op.15（テノール、ピアノ）（1982年）
- 「死の淵より」（詩：高見順） Op.19（声、ピアノ）（1982年）

### 合唱曲
- 「死者の魂／祭礼」 Op.25（オーケストラ、合唱）（1983年、未完成）
- 合唱のためのインベンション（1985年）（不明）

## 著作
- 日本音楽の研究並びに自己作品への折衷（1984年）　日本近代音楽館蔵

## テープ
- 対談『小倉朗に聞く』（1983年11月6日） 日本近代音楽館蔵
- 対談『間宮芳生に聞く』（1986年9月16日） 日本近代音楽館蔵